# Roguy Méyé
Roguy Méyé (ur. 7 października 1986 w Makokou) – gaboński piłkarz grający na pozycji napastnika.

## Kariera klubowa
Karierę piłkarską Méyé rozpoczął w klubie AS Mangasport. W 2002 roku zadebiutował w jego barwach w pierwszej lidze gabońskiej. W latach 2004, 2005 i 2006 trzykrotnie z rzędu wywalczył z Managasportem mistrzostwo Gabonu. W 2005 i 2007 roku wygrał Coupe du Gabon Interclubs, a w 2006 - Superpuchar Gabonu.
W 2007 roku Gabończyk został piłkarzem węgierskiego Zalaegerszegi TE. W węgierskiej lidze zadebiutował 3 września 2007 w przegranym 1:4 wyjazdowym spotkaniu z MTK Hungária Budapeszt. W Zalaegerszegi był podstawowym zawodnikiem. Przez 2 sezony gry w tym klubie rozegrał 35 meczów i strzelił 17 goli w lidze.
W 2008 roku Méyé przeszedł do wicemistrza Turcji, Ankarasporu. W lidze tureckiej zadebiutował 425 stycznia 2008 roku w wygranym 3:0 domowym meczu z Konyasporem. Jesienią 2009 Ankaraspor został ukarany degradacją i Méyé odszedł do innego klubu z Ankary, MKE Ankaragücü, w którym po raz pierwszy wystąpił 31 października 2009 w spotkaniu z Beşiktaşem JK. Przed sezonem 2011/2012 ponownie został zawodnikiem węgierskiego Zalaegerszegi TE. W latach 2012–2013 grał w Debreceni VSC, a w latach 2013-2017 w US Bitam.
| Sezon   | Klub             | Kraj    | Rozgrywki            | Mecze | Bramki |
| ------- | ---------------- | ------- | -------------------- | ----- | ------ |
| 2002    | AS Mangasport    | Gabon   | Championnat National | ?     | ?      |
| 2003    | AS Mangasport    | Gabon   | Championnat National | ?     | ?      |
| 2004    | AS Mangasport    | Gabon   | Championnat National | ?     | ?      |
| 2005    | AS Mangasport    | Gabon   | Championnat National | ?     | ?      |
| 2006    | AS Mangasport    | Gabon   | Championnat National | ?     | ?      |
| 2006/07 | AS Mangasport    | Gabon   | Championnat National | ?     | ?      |
| 2007/08 | Zalaegerszegi TE | Węgry   | NB I                 | 21    | 10     |
| 2008/09 | Zalaegerszegi TE | Węgry   | NB I                 | 14    | 7      |
| 2008/09 | BB Ankaraspor    | Turcja  | Süper Lig            | 12    | 1      |
| 2009/10 | BB Ankaraspor    | Turcja  | Süper Lig            | 4     | 1      |
| 2009/10 | MKE Ankaragücü   | Turcja  | Süper Lig            | 8     | 1      |
| 2010/11 | MKE Ankaragücü   | Turcja  | Süper Lig            | 8     | 0      |
| 2010/11 | Paris FC         | Francja | Championnat National | 9     | 1      |
| 2011/12 | Zalaegerszegi TE | Węgry   | NB I                 | 13    | 3      |
| 2011/12 | Debreceni VSC    | Węgry   | NB I                 | 6     | 1      |
| 2012/13 | Debreceni VSC    | Węgry   | NB I                 | 0     | 0      |
| 2013/14 | US Bitam         | Gabon   | Championnat National | ?     | ?      |
| 2015    | US Bitam         | Gabon   | Championnat National | ?     | ?      |
| 2015/16 | US Bitam         | Gabon   | Championnat National | ?     | ?      |
| 2016/17 | US Bitam         | Gabon   | Championnat National | ?     | ?      |

## Kariera reprezentacyjna
W reprezentacji Gabonu Méyé zadebiutował w 2003 roku. W 2010 roku został powołany przez selekcjonera Alaina Giresse'a do kadry na Puchar Narodów Afryki 2010. Tam był podstawowym zawodnikiem i rozegrał 3 spotkania: z Kamerunem (1:0), z Tunezją (0:0) i z Zambią (1:2).